# 할렐의 날

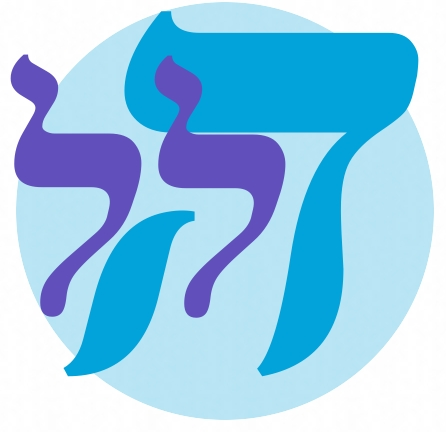

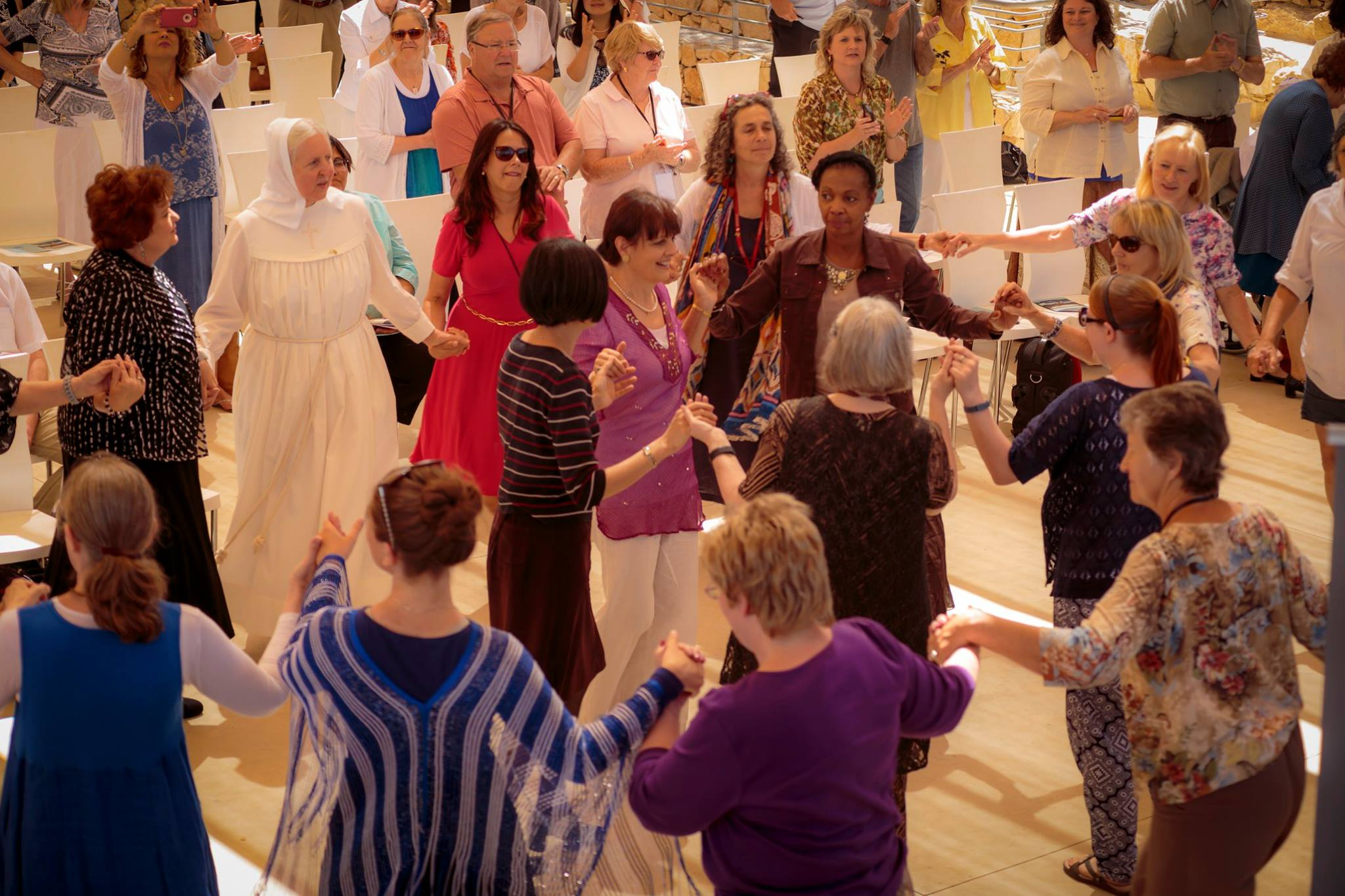

할렐의 날(Day to Praise, 히브리어: יום ללל, 로마자: 욤 할렐)은 유대교-기독교의 이해와 협력을 위한 센터(CJCUC) 총장 겸 창립자인 랍비 실로모 리스킨과 CJCUC 전무이사인 데이비드 네크루트만이 주도한 글로벌 종교 간 할렐 이니셔티브이다. 이 계획은 랍비 리스크킨이 전 세계 기독교인들을 초대하여 유대 민족과 함께 이스라엘 국가를 위해 하나님을 찬양하는 할렐(시편 113~118편)을 낭송하는 욤 하츠마우트(이스라엘 독립 기념일) 연례 행사에서 형성된다.